# K.O.マサトメ
『K.O.マサトメ』（ノックアウト・マサトメ）は、園田辰之助による日本の少年漫画作品。島根県立幡ヶ谷高校という架空の高校にあるボクシング部を舞台としたギャグ漫画である。主人公・正留香織（マサトメ）を中心として、リングすらない弱小ボクシング部で展開される様々な騒動を描く。連載が開始された『週刊少年ジャンプ』1996年22・23合併号では、畑山隆則へのインタビューが3ページに渡って掲載された。幡ヶ谷高校は、園田の出身校である島根県立松江南高等学校がモデルとなっている。

## 登場人物
正留加織（まさとめ かおり）
本作品の主人公で、幡ヶ谷高校2年生の少年。4月2日生まれ。階級はフェザー級。女にモテたいという一心でボクシング部に入部した。眉毛が非常に太い。小学生の頃、渡辺に勝ったことから自分は強いと信じており「ゼットンマサトメ」と自称しているが、まともに練習をしないので実力は怪しい。緊張すると下痢になる体質である。学校内では問題児として有名となっている。
渡辺章久（わたなべ あきひさ）
ボクシング部の部長。階級はフェザー級。大会で優勝経験を持つほどの実力者であると同時に、容姿端麗で成績も優秀である。マサトメには小学生時代からライバル視されている。
宮島裕太（みやじま ゆうた）
ボクシング部の部員。階級は不明だが、フェザーとライトフライ以外の階級であることは判明している。ボクシングオタクで、ガッツ石松を尊敬している。学業は優秀で、成績は常に学年でトップである。ボクシングの知識は豊富だが実力はまったくなく、試合ではすぐに敗北する。部員の中ではマサトメと最も親しい。一学年下の美少女に告白され付き合うも、話の話題が合わず別れた。
岩井知将（いわい ともまさ）
ボクシング部の部員。階級はライトフライ級。エンゲル係数120パーセントという極貧の家庭に生まれる。家族のために拳一本で稼ごうと考えてボクシング部に入部したが、極貧なので満足な食事がとれず体力がなく、試合では全く勝てない。
石田（いしだ）
ボクシング部の顧問。普段は気が弱く校長や生徒達に逆らえないが、グローブを装着するとかつての獰猛なボクサーに戻る。ファイティング原田と戦ったことがあるという。
校長
幡ヶ谷高校の校長。昔から問題を起こす生徒の多いボクシング部によい感情を持っておらず、何度も廃部にしようと企む。
ルミルミ
マサトメたちと同学年の女子生徒。ルックスはお世辞にも良いとは言えないくらい厳つい。渡辺が好き。

## サブタイトル
単行本では16話と17話が一本化され、「第16話 マサトメあんたはスゴイ弱くてバカで……やさしいよ」となった。
1. マサトメという男
2. 7人以上の敵
3. 天使の微笑
4. あわれみの男
5. オズマという男
6. 片翼の男（宮島編）
7. 片翼の男（マサトメ編）
8. 食いたい男
9. 告白する男
10. 指す男
11. 走る男
12. 野獣の目をした男
13. 渡辺を恨む男
14. 戦う男
15. 耐える男
16. 去る男
17. 不屈の男たち

## 書誌情報

### 単行本
1. ISBN 4-08-872121-7
2. ISBN 4-08-872122-5